# Arroios (Lissabon)
Arroios ist eine Stadtgemeinde (Freguesia) der portugiesischen Hauptstadt Lissabon. Auf einer Fläche von 2,15 km² leben 32.345 Einwohner (Stand: 30. Juni 2011).

## Geschichte
Arroios entstand am 29. September 2013 im Zuge der administrativen Neuordnung der Stadt aus dem Zusammenschluss der Gemeinden Anjos, Pena und São Jorge de Arroios.

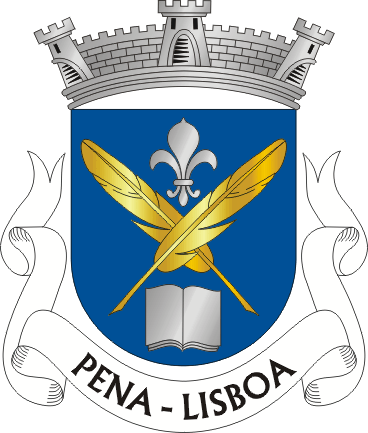
Wappen von Pena
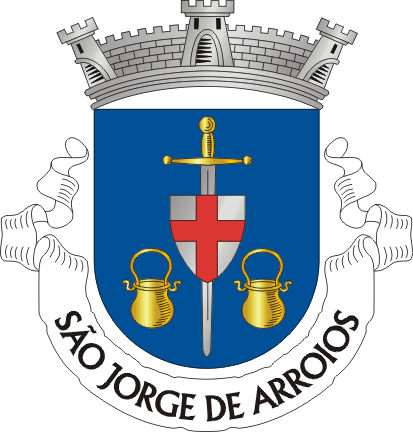
Wappen von São Jorge de Arroios

## Bauwerke

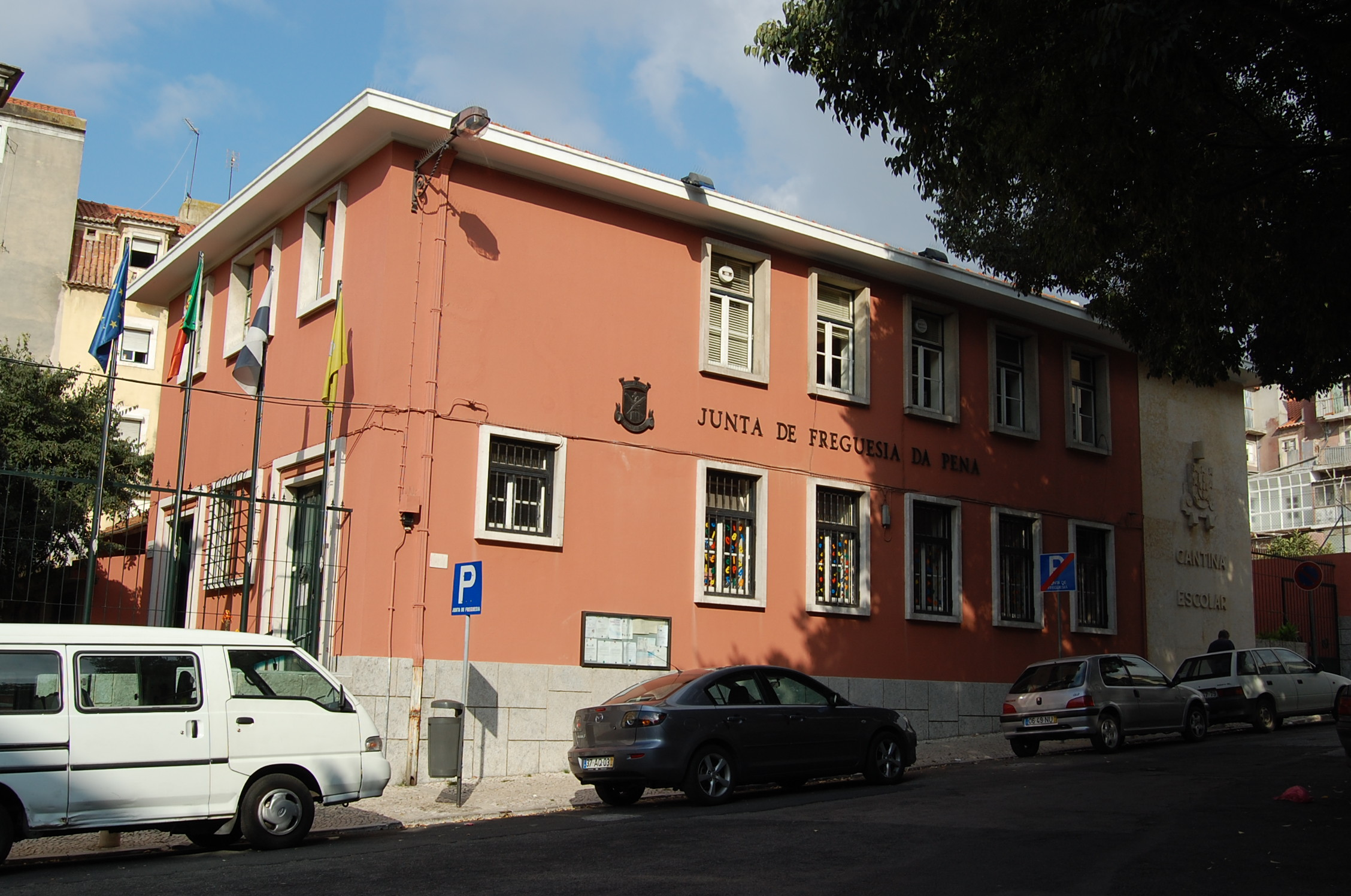
Ehemaliger Sitz der Junta de Freguesia von Pena

- Botschaft der Bundesrepublik Deutschland am Campo Mártires da Pátria
- Coliseu dos Recreios
- Palácio Valmor

## Söhne und Töchter
- Patrícia Mamona (* 1988), Leichtathletin aus São Jorge de Arroios
- António Botelho Homem Bernardes Pessoa (1749–1810), Gouverneur von Portugiesisch-Timor aus São Jorge de Arroios
- Amália Rodrigues (1920–1999), Fado-Sängerin und Schauspielerin aus Pena